# 樺山資美

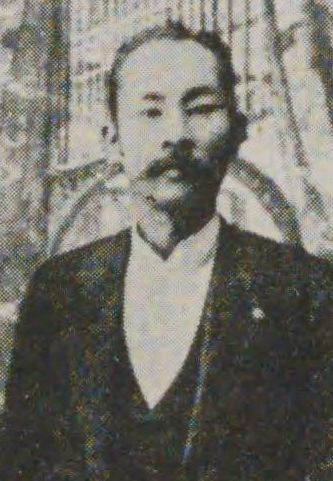
樺山資美

樺山 資美（かばやま すけよし、1852年（嘉永5年3月） - 1897年（明治30年）2月16日）は、明治時代の政治家。衆議院議員（1期）。

## 経歴
薩摩国鹿児島郡鹿児島城下（現鹿児島県鹿児島市）出身。私学校に学ぶ。西南戦争に従軍した。のち河野主一郎らとともに政治結社三州社を創立し、同社長となり政治教育や殖産に尽くした。
1890年（明治23年）4月、鹿児島県会議員に選出された。1890年（明治23年）7月の第1回衆議院議員総選挙では鹿児島県第1区から出馬し当選。弥生倶楽部に所属し衆議院議員を1期務めた。1892年（明治25年）2月、第2回衆議院議員総選挙（鹿児島県第1区、自由党）では、官憲からの選挙干渉を受けて次点で落選した